# Легенда
Вижте пояснителната страница за други значения на Легенда.
Легендата (на латински: legenda – четене, четиво) е епически вид в литературата, предание за минали събития, в което се съчетават действително и измислено.
Представлява прозаично литературно произведение, разказващо минали или измислени събития, в което действителността е премислена и украсена с чудновати измислици – сказание, предание, нещо невероятно. Обикновено се подразделят на народни (средновековни) и градски (съвременни), на религиозни и социални легенди.
Легенди се наричат също фиктивни (или изменени) биографии, истории или други наративи, целящи скриване на истини.
Под легенда може да се разбира и пояснение с използваните обозначения в географски карти, диаграми, схеми и др.
Български народни легенди
Народните легенди са устни разкази, които се предават от поколение на поколение и съдържат фантастични елементи, свързани с вярванията, обичаите и ценностите на даден народ. Те обикновено обясняват природни явления, произхода на дадени обекти или места, или описват героични подвизи на личности, които стават легендарни. Легендите често включват свръхестествени сили, магически същества и събития, които надскачат реалността.
Характерно за тях е, че са базирани на нещо действително, като реални места или хора, но тези факти са доукрасени и преувеличени. Легендите играят важна роля в културата на народа, защото служат като начин за съхранение на колективната памет и традиции. Чрез тях хората не само запазват миналото, но и предават важни морални уроци и социални норми.